# Purpurbrauner Dotter-Täubling
Der Purpurbraune Dotter-Täubling (Russula cuprea) ist ein Pilz aus der Familie der Täublingsverwandten. Andere Namen für diesen Täubling sind Kupferfarbener Scharftäubling oder Scharfer Kupfertäubling. Es ist ein scharf schmeckender Täubling mit goldgelben Lamellen und einer sehr variablen Hutfarbe. Der Hut ist aber typischerweise kupferrot. Man kann den seltenen Pilz gelegentlich in Eichen-Hainbuchenwäldern finden.

## Merkmale

### Makroskopische Merkmale
Der Hut ist 3–9 cm breit und ziemlich brüchig. Er ist zuerst konvex, dann flach ausgebreitet und bisweilen stumpf gebuckelt und schließlich niedergedrückt. Die Huthaut ist glatt, bei feuchter Witterung klebrig glänzend, bei trockenem Wetter eher matt. Sie ist bis zur Hälfte abziehbar. Der Rand ist scharf, jung leicht eingebogen und von Beginn an deutlich gerieft oder gefurcht. Die Hutfarbe ist sehr variabel. Beim Typ sind sie mehr oder weniger kupferfarben, blass rötlich braun bis schwärzlich braun oder weinfarben mit orangenfarbener Mitte. Der Hut kann aber auch manchmal fast grünliche, olivbraune oder mit gräuliche Töne aufweisen oder er ist mehr violett oder am Rand ausfransend purpurn.
Die dicht stehenden, brüchigen Lamellen sind breit, meist bauchig, ziemlich dick und schön goldgelb. Auch das Sporenpulver ist intensiv dunkelgelb (IVd, IVe nach Romagnesi).
Der ziemlich brüchige Stiel ist 3,5–7 cm lang und 0,7–2 cm breit, schlank, keulenförmig oder nach unten verjüngt. Er ist weiß und weist im Alter gelbbraune Flecken auf. Innen ist er markig gefüllt.
Das Fleisch schmeckt sehr scharf, wenn auch oft verzögert. Der Geruch ist schwach oder fehlt ganz. Mit Guajak reagiert das Fleisch nur schwach und langsam.

### Mikroskopische Merkmale
Die Sporen sind 8,5–10 µm lang und 6,7–8(8,5) µm breit und mit mehr oder weniger isolierten, dornigen Warzen besetzt.
Die Basidien sind (35) 40–52 µm lang und 10–13 µm breit und haben jeweils 4 Sterigmen. Die Pleurozystiden sind recht häufig und (60) 68–132 µm lang und 10–13,5 (–16,5) µm breit und lassen sich mit Sulfovanillin anfärben.
Die Hyphenzellen in der Huthaut sind ebenso wie die 3,5–8,5 (–10) µm breiten Pileozystiden deutlich ausgesackt.

## Ökologie und Verbreitung

Europäische Länder mit Fundnachweisen des Purpurbraunen Dotter-Täublings
Legende:
Länder mit Fundmeldungen
Länder ohne Nachweise
keine Daten
außereuropäische Länder

Der Kupferbraune Schärftäubling ist wie alle Täublinge ein Mykorrhizapilz, der mit verschiedenen Laubbäumen eine Symbiose eingehen kann. Unter anderem können Hainbuchen, Rotbuchen und Eichen als Wirte dienen. Man findet den Täubling in Hainbuchen-Eichen- und wärmeliebenden Eichenmischwäldern.
Der recht seltene Täubling ist selten in Nordamerika (USA), Neuseeland und Europa verbreitet.
In Deutschland steht der Täubling in vielen Bundesländern auf der Roten Liste oder er fehlt ganz.

## Systematik

### Infragenerische Systematik
Der Purpurbraune Dotter-Täubling wird von Bon in die Untersektion Cupreinae gestellt, die ihrerseits innerhalb der Sektion Insidiosinae steht. Die Untersektion enthält meist kleine bis mittelgroße, mehr oder weniger scharf schmeckende Täublinge. Die Hüte sind farblich sehr variabel und am Rand meist deutlich gerieft. Das Sporenpulver ist intensiv gelb.

### Formen und Varietäten
Folgende Varietäten und Formen des Purpurbraunen Dotter-Täublings wurden beschrieben:
| Varietät                           | Autor                  | Beschreibung |
| ---------------------------------- | ---------------------- | --- |
| Russula cuprea var. juniperina     | (Ubaldi) Bon & Sarnari | Der Hut ist blutrot, orange oder oft auch gelb. Manchmal ist die Mitte ausgeblasst und der Rand purpurrot. Die Sporen sind mit durchschnittlichen, stumpfen Dornen besetzt. Die mediterrane Art kommt unter Flaumeichen, Steineichen oder Wacholder vor. |
| Russula cuprea var. cinnamomicolor | (Krombh.) Bon          | Wie der Typ, aber mit lebhaft oder blass orangefarbenem Hut. In der Mitte mehr oder weniger oliv oder lederfarben. |
| Russula cuprea f. ocellata         | Romagn.                | Wie der Typ, aber die Mitte ist deutlich abgegrenzt bronzefarben, der Rest ist mehr oder weniger vielfarbig. |
| Russula cuprea f. pseudofirmula    | Romagn.                | Wie der Typ, aber Hut ist überwiegend violett, manchmal hat er mehr purpurrote Farben wie der Purpurschwarze Täubling oder der Scharfe Glanztäubling. |
| Russula cuprea f. rubro-olivascens | Romagn.                | Der Hut hat eher rötliche Farben, rosarot mit weinrötlichen Tönen, die Mitte ist olivocker ausgebleicht (wie R. decipiens oder R. rosea). Der Hut ist 6(8) cm breit und schnell niedergedrückt. Der Stiel schnell schmutzig bräunlich grau, wie das Fleisch. Die Guajakreaktion ist schwach oder langsam. Die Sporen haben feine oder spitze, dicht stehende, dornige Warzen. Der Form kommt in feuchten Wäldern unter Laubbäumen vor. |
| Russula cuprea f. griseinoides     | Romagn.                | Der Hut hat schmutzige Farben. Er ist deutlich olivgrau und manchmal schmutzig grau oder purpurn gesäumt. Der Hut ist 4(7) cm breit und hat eine glänzende oder klebrige Huthaut. Der Stiel ist bis zu 3(4) lang und etwa 1 cm dick. Er wird schnell hohl, ist fein runzelig, weiß bis gräulich. Der ist Geruch schwach, fast wie beim Gallen-Täubling. Die Sporen sind bis zu 10(11) µm lang und 8(9) µm breit und mit kräftigen und sehr dicht stehenden Dornen besetzt. Die Pileozystiden sind stark septiert. Die Form kommt unter Hainbuchen und Linden auf kalkreichen Lehmböden vor. |

## Bedeutung
Der Purpurbraune Dotter-Täubling ist wie alle scharf schmeckenden Täublinge nicht essbar.